# مفتاح بداية

مفتاح Home موّضح مع الأزرار المُقبلة الأخرى.

مفتاح الموطن (بالإنجليزية: Home key)‏ HOME يستخدم لتحريك المؤشر إلى أعلى الشاشة أو الملف أو إلى كلمة سابقة أو بداية السطر. لاسيمّا في التطبيقات المستندة إلى نصوص.

## الأهمّية

### مايكروسوفت ويندوز
- HOME انتقال إلى بداية سطر أو فقرة أو مستند.[3]
- Ctrl+HOME يؤدي الضغط عليهما في نفس الوقت إلى إظهار بداية المستند أو النص أو ورقة العمل أو الصفحة. مع اللغات التي تكتب من اليسار إلى اليمين.[3]
- ⇧ Shift+HOME يؤدي الضغط على في نفس الوقت إلى تمييز كل النص من الموضع الحالي إلى بداية السطر.[3]
- ⇧ Shift+Ctrl+HOME يؤدي الضغط عليهم في نفس الوقت إلى تمييز كل النص من الموضع الحالي إلى بداية النص أو الصفحة.[3]

### ماك أو إس
تحتوي لوحات مفاتيح آبل كاملة الحجم فقط على هذا المفتاح. في معظم تطبيقات ماك أو إس، يعمل المفتاح مثل الأصل على يونكس، حيث ينتقل هذا الزر إلى بداية المستند. عند الضغط على المفتاح، تنتقل النافذة إلى الأعلى، بينما لا يتغير وضع علامة الإقحام على الإطلاق؛ أي أن المفتاح مرتبط بالنافذة الحالية، وليس مربع النص الجاري تحريره.